# Giancarlo Bercellino
Giancarlo Bercellino (né le 9 octobre 1941 à Gattinara dans la province de Verceil au Piémont) est un joueur de football italien des années 1960, qui évoluait au poste de défenseur.
Il est connu aussi sous le nom de Bercellino I, pour le différencier de son frère, Silvino Bercellino, dit Bercellino II.

## Biographie

### Carrière en club
Surnommé Berceroccia, il commença sa carrière à Alessandria Calcio, en Serie B, terminant 7e du championnat, puis il joua sept saisons à la Juventus Football Club (il y joue son premier match le 26 juin 1960 lors d'une victoire 2-1 sur Reims), remportant une coupe d'Italie en 1965, une Serie A en 1967 et fut finaliste de la Coupe des villes de foires en 1965. Il joua ensuite une saison à Brescia Calcio sans rien remporter. Il finit sa carrière à la Lazio Rome en 1970.

### Carrière en sélection
En tant que défenseur, Giancarlo Bercellino fut international italien à six reprises (1965-1968) pour aucun but inscrit.
Il participa à l'Euro 1968, où il fut titulaire contre l'URSS mais il ne joue pas les deux matchs de la finale. Il remporta le tournoi.

## Clubs
- 1960-1961 :  Alessandria Calcio
- 1961-1969 :  Juventus FC
- 1969-1970 :  Brescia Calcio
- 1970 :  Lazio Rome

## Palmarès
| Juventus - Championnat d'Italie (1) : - Champion : 1966-67. - Vice-champion : 1962-63. - Coupe d'Italie (1) : - Vainqueur : 1964-65. - Coupe des villes de foires : - Finaliste : 1964-65. |  | Italie - Championnat d'Europe (1) : - Vainqueur : 1968. |